# 柳谷拓哉
柳谷 拓哉（やなぎたに たくや、1994年4月7日 - ）は、日本の俳優、タレント、インストラクター。本名同じ。
大阪府大阪市出身。

## 来歴
- 2000年
  - 地元大阪でシュートボクシング・グローブ空手で名門の龍生塾に入門。
- 2008年
  - ゴールドジム・新神戸にてフィットネスキックボクシングクラスのアシスタントとして指導を行うようになる。
  - 同じく所属している龍生塾でも指導員として主にジュニアクラスを担当。
- 2009年
  - 大手プロダクションの養成所にて演技を学ぶようになる。
- 2010年
  - 大阪市立東淀工業高等学校へ入学。
- 2012年
  - 3月に、ミュージカル『おひさまと、りんごの種と』で役者デビュー。この作品では俳優・生島璃空とのユニットが組まれた。
  - 当時所属していた事務所を退所し、某エンターテイメントスクールの預かりとなる。
- 2013年
  - 大阪市立東淀工業高等学校を皆勤で卒業。
  - 高校卒業と同時に東京での活動も開始し始める。
- 2014年
  - さらなる活動の視野を広げ上京。
  - キックボクシング団体J-NETWORKの系列ジムでインストラクターの業務委託契約を結ぶ。
- 2016年
  - 4月末日付けで勉学に集中するとの理由で活動休止を発表。
- 2017年
  - 3月、活動再開。
  - J-NETWORKとの契約が任期満了。

## 人物
負けず嫌いな性格で、一度失敗したりするとなにがあっても引き下がらないタイプ。だが、熱しやすく冷めやすい性格でもある。
中学生時代の部活動は陸上部であった。ただ、年に4回くらいしか行かず幽霊部員だった。しかし、卒業アルバムには部活動の集合写真に写っており本人曰く引退したのこと。
また水泳もやっていたが、4泳法泳げるようになっとの理由で辞めたという。
高校生時代は、オーディションや撮影がたまに入るも母親が厳しく、皆勤賞で過ごした。
高校在籍時に、普通自動二輪免許と普通自動車免許を取得。しかし校則で免許取得が禁止だったため、基本的に移動手段は電車とのこと。
修学旅行にはなにかしらの出来事が起こるらしく、中学生の時は当時流行った新型インフルエンザで延期・スケジュール変更になり、高校生の時は東日本大震災で同様のことが起きたという。

## 出演

### 映画
- ギャン×key（2014年3月1日公開） - 不良学生組 役

### 舞台
- ミュージカル『おひさまと、りんごの種と』（2012年3月3日 - 4日、吹田メイシアター） - SP・フック 役
- ダンスオペラ『恋活ガールズ』（2012年8月25日  、サンケイホールブリーゼ） - ダンサーアンサンブル
- 劇団空感エンジンプロデュース公演『ポーカーフェイス第3話　〜契〜』（2014年10月30日 - 11月3日、両国・Air studio） - 村上慎也 役
- 劇団空感エンジンプロデュース公演『SAKURA』（2015年3月11日 - 16日、両国・Air studio） - 平野寅之助 役
- 劇団空感エンジンプロデュース公演『ポーカーフェイス第1話　〜卒業〜』（2015年5月21日 - 6月1日、両国・Air studio） - 村上慎也 役
- 劇団空感エンジンプロデュース公演『PK祭2015第一弾ポーカーフェイス・人狼　〜スピンオフ〜』（2015年5月21日 - 6月1日、両国・Air studio） - 村上慎也 役
- 劇団空感エンジンプロデュース公演『PRIDE』（2015年10月21日 - 26日、両国・Air studio） - 大石清 役
- 劇団空感演人プロデュース公演『ポーカーフェイス第4話　〜掌〜』（2015年11月12日 - 23日、両国・Air studio） - 多摩川礼 役
- 劇団空感演人プロデュース公演『PK祭2015第二弾ポーカーフェイス・人狼　〜スピンオフ〜』（2015年11月12日 - 23日、両国・Air studio） - 多摩川礼 役
- 劇団空感演人プロデュース公演『銀河旋律(演劇集団キャラメルボックス作品)』（2017年7月19日 - 24日、両国・Air studio） - クサカベ 役
- 演劇集団アトリエッジ主催公演『流れる雲よ(東京公演)』（2017年8月16日 - 20日、六行会ホール） - 大吉晴男 役

### その他テレビ番組
- 魁！武藤塾（2014年、チバテレビ） - ゲスト出演
- 淳・ぱるるの○○バイト!（2015年、フジテレビ）

### CM
- シスメックス 生活編（2011年 - ）